# Lijst van presidenten van de Dominicaanse Republiek
Hieronder staat een lijst van presidenten en andere heersers van de Dominicaanse Republiek.

## Presidenten van de Dominicaanse Republiek (1844-heden)

### Presidenten van de Dominicaanse Republiek (1844-1861)
Rond 4 augustus tot 8 september 1848 werd er een Raad van Secretarissen van Staat aangesteld, waardoor er tijdelijk geen president was.
| President | President                           | Ambtstermijn                         |
| --------- | ----------------------------------- | ------------------------------------ |
|           | Junta Provisional Gubernativa       | 28 februari 1844 - 1 maart 1844      |
|           | Junta Central Gubernativa           | 1 maart 1844 - 14 november 1844      |
|           | Pedro Santana (1801-1864)           | 14 november 1844 - 4 augustus 1848   |
|           | Vacant                              | 4 augustus 1848 - 8 september 1848   |
|           | Manuel Jimenes (1808-1854)          | 8 september 1848 - 29 mei 1849       |
|           | Pedro Santana (1801-1864)           | 30 mei 1849 - 23 september 1849      |
|           | Buenaventura Báez (1812-1884)       | 24 september 1849 - 15 februari 1853 |
|           | Pedro Santana (1801-1864)           | 15 februari 1853 - 26 mei 1856       |
|           | Manuel de Regla Mota (1795-1864)    | 26 mei 1856 - 8 oktober 1856         |
|           | Buenaventura Báez (1812-1884)       | 8 oktober 1856 - 12 juni 1858        |
|           | José Desiderio Valverde (1822-1903) | 7 juli 1857 - 31 augustus 1858       |
|           | Pedro Santana (1801-1864)           | 13 juni 1858 - 18 maart 1861         |

### Spaanse gouverneurs-generaal van Santo Domingo (1861-1865)
| Gouverneur-generaal | Gouverneur-generaal            | Ambtstermijn                    |
| ------------------- | ------------------------------ | ------------------------------- |
|                     | Pedro Santana (1801-1864)      | 18 maart 1861 - 20 juli 1862    |
|                     | Felipe Rivero (1797-1873)      | 20 juli 1862 - 22 oktober 1863  |
|                     | Carlos de Vargas (1817-1876)   | 22 oktober 1863 - 30 maart 1864 |
|                     | José de la Gándara (1820-1885) | 31 maart 1864 - 11 juli 1865    |

### Staatshoofden van de Dominicaanse Republiek (1863-1865)
| Staatshoofd | Staatshoofd                              | Ambtstermijn                        |
| ----------- | ---------------------------------------- | ----------------------------------- |
|             | José Antonio Salcedo Ramírez (1816-1864) | 14 september 1863 - 10 oktober 1864 |
|             | Gaspar Polanco Borbón (1818-1867)        | 10 oktober 1864 - 23 januari 1865   |
|             | Benigno Filomeno de Rojas (1811-1865)    | 24 januari 1865 - 24 maart 1865     |

### Presidenten van de Dominicaanse Republiek (1865-1916)
| President | President                                                                         | Ambtstermijn                         |
| --------- | --------------------------------------------------------------------------------- | ------------------------------------ |
|           | Pedro Antonio Pimentel (1830-1874)                                                | 25 maart 1865 - 4 augustus 1865      |
|           | José María Cabral (1816-1899) (Protector)                                         | 4 augustus 1865 - 15 november 1865   |
|           | Pedro Guillermo (1814-1867) (President van de Provisionele regering)              | 15 november 1865 - 8 december 1865   |
|           | Buenaventura Báez (1812-1884)                                                     | 8 december 1865 - 29 mei 1866        |
|           | Triumviraat                                                                       | 29 mei 1866 - 22 augustus 1866       |
|           | José María Cabral (1816-1899)                                                     | 22 augustus 1866 - 31 januari 1868   |
|           | Manuel Altagracia Cáceres (1838-1878)                                             | 31 januari 1868 - 13 februari 1868   |
|           | Generaalsjunta                                                                    | 13 februari 1868 - 2 mei 1868        |
|           | Buenaventura Báez (1812-1884)                                                     | 2 mei 1868 - 2 januari 1874          |
|           | Ignacio María González Santín (1838-1915)                                         | 2 t/m 22 januari 1874                |
|           | Generaalsregime                                                                   | 22 januari 1874 - 6 april 1874       |
|           | Ignacio María González Santín (1838-1915)                                         | 6 april 1874 - 23 februari 1876      |
|           | Raad van Secretarissen van Staat                                                  | 23 februari 1876 - 29 april 1876     |
|           | Ulises Francisco Espaillat (1823-1878)                                            | 29 april 1876 - 5 oktober 1876       |
|           | Opperste Regerende Junta                                                          | 5 oktober 1876 - 11 november 1876    |
|           | Ignacio María González Santín (1838-1915)                                         | 11 november 1876 - 9 december 1876   |
|           | Marcos Antonio Cabral Figueredo (1843-1903) (President van de Provisionele Junta) | 10 t/m 26 december 1876              |
|           | Buenaventura Báez (1812-1884)                                                     | 26 december 1876 - 2 maart 1878      |
|           | Cesáreo Guillermo (1847-1885) (President van de Centrale Regering)                | 5 maart 1878 - 6 juli 1878           |
|           | Ignacio María González Santín (1838-1915)                                         | 6 juli 1878 - 2 september 1878       |
|           | Jacinto del Rosario de Castro (1811-1896) (interim)                               | 7 t/m 29 september 1878              |
|           | Raad van Secretarissen van Staat                                                  | 30 september 1878 - 27 februari 1879 |
|           | Cesáreo Guillermo (1847-1885)                                                     | 27 februari 1879 - 6 december 1879   |
|           | Gregorio Luperón (1839-1897)                                                      | 6 december 1879 - 1 september 1880   |
|           | Fernando Arturo de Meriño (1833-1906)                                             | 1 september 1880 - 1 september 1882  |
|           | Ulises Heureaux (1845-1899)                                                       | 1 september 1882 - 1 september 1884  |
|           | Francisco Gregorio Billini (1844-1898)                                            | 1 september 1884 - 16 mei 1885       |
|           | Alejandro Woss y Gil (1856-1932)                                                  | 16 mei 1885 - 6 januari 1887         |
|           | Ulises Heureaux (1845-1899)                                                       | 6 januari 1887 - 27 februari 1889    |
|           | Manuel María Gautier (1830-1897) (interim)                                        | 27 februari 1889 - 30 april 1889     |
|           | Ulises Heureaux (1845-1899)                                                       | 30 april 1889 - 26 juli 1899         |
|           | Wenceslao Figuereo (1834-1910)                                                    | 26 juli 1899 - 30 augustus 1899      |
|           | Horacio Vásquez (1860-1936) (President van de Provisionele Regering)              | 4 september 1899 - 15 november 1899  |
|           | Juan Isidro Jimenes (1846-1919)                                                   | 15 november 1899 - 2 mei 1902        |
|           | Horacio Vásquez (1860-1936) (President van de Provisionele Regering)              | 26 april 1902 - 23 april 1903        |
|           | Alejandro Woss y Gil (1856-1932)                                                  | 23 april 1903 - 24 november 1903     |
|           | Carlos Felipe Morales (1868-1914)                                                 | 24 oktober 1903 - 12 januari 1906    |
|           | Ramón Cáceres (1866-1911)                                                         | 12 januari 1906 - 19 november 1911   |
|           | Eladio Victoria (1864-1939)                                                       | 5 december 1911 - 30 november 1912   |
|           | Adolfo Alejandro Nouel (1862-1937) (interim)                                      | 1 december 1912 - 13 april 1913      |
|           | José Bordas Valdés (1874-1968) (interim)                                          | 14 april 1913 - 27 augustus 1914     |
|           | Ramón Báez (1858-1929) (interim)                                                  | 28 augustus 1914 - 5 december 1914   |
|           | Juan Isidro Jimenes (1846-1919)                                                   | 5 december 1914 - 7 mei 1916         |
|           | Raad van Secretarissen van Staat                                                  | 7 mei 1916 - 31 juli 1916            |
|           | Francisco Henríquez y Carvajal (1859-1935)                                        | 31 juli 1916 - 29 november 1916      |

### Gouverneurs onder de Amerikaanse bezetting (1916-1922)
| Gouverneur          | Ambtstermijn                        |
| ------------------- | ----------------------------------- |
| Harry Shepard Knapp | 29 november 1916 - 18 november 1918 |
| Ben Hebard Fuller   | 18 november 1918 - 25 februari 1919 |
| Thomas Snowden      | 25 februari 1919 - 3 juni 1921      |
| Samuel Robison      | 3 juni 1921 - 21 oktober 1922       |

### Presidenten van de Dominicaanse Republiek (1922-heden)
| President | President                                         | Ambtstermijn                         |
| --------- | ------------------------------------------------- | ------------------------------------ |
|           | Juan Bautista Vicini Burgos (1871-1935) (interim) | 21 oktober 1922 - 12 juli 1924       |
|           | Horacio Vásquez (1860-1936)                       | 12 juli 1924 - 3 maart 1930          |
|           | Rafael Estrella Ureña (1889-1945) (interim)       | 3 maart 1930 - 16 augustus 1930      |
|           | Rafael Trujillo (1891-1961)                       | 16 augustus 1930 - 16 augustus 1938  |
|           | Jacinto Bienvenido Peynado (1878-1940)            | 16 augustus 1938 - 7 maart 1940      |
|           | Manuel de Jesús Troncoso de la Concha (1878-1955) | 7 maart 1940 - 18 mei 1942           |
|           | Rafael Trujillo (1891-1961)                       | 18 mei 1942 - 16 augustus 1952       |
|           | Héctor Trujillo (1908-2002)                       | 16 augustus 1952 - 3 augustus 1960   |
|           | Joaquín Balaguer (1906-2002)                      | 3 augustus 1960 - 16 januari 1962    |
|           | Rafael Filiberto Bonnelly (1904-1979)             | 18 januari 1962 - 27 februari 1963   |
|           | Juan Bosch (1909-2001)                            | 27 februari 1963 - 25 september 1963 |
|           | Triumviraat                                       | 26 september 1963 - 25 april 1965    |
|           | Antonio Imbert Barrera (1920-2016)                | 7 mei 1965 - 30 augustus 1965        |
|           | Héctor García Godoy (1921-1970) (interim)         | 3 september 1965 - 1 juli 1966       |
|           | Joaquín Balaguer (1906-2002)                      | 1 juli 1966 - 16 augustus 1978       |
|           | Antonio Guzmán Fernández (1911-1982)              | 16 augustus 1978 - 4 juli 1982       |
|           | Jacobo Majluta Azar (1934-1996)                   | 4 juli 1982 - 16 augustus 1982       |
|           | Salvador Jorge Blanco (1926-2010)                 | 16 augustus 1982 - 16 augustus 1986  |
|           | Joaquín Balaguer (1906-2002)                      | 16 augustus 1986 - 16 augustus 1996  |
|           | Leonel Fernández (1953)                           | 16 augustus 1996 - 16 augustus 2000  |
|           | Hipólito Mejía (1941)                             | 16 augustus 2000 - 16 augustus 2004  |
|           | Leonel Fernández (1953)                           | 16 augustus 2004 - 16 augustus 2012  |
|           | Danilo Medina (1951)                              | 16 augustus 2012 - 16 augustus 2020  |
|           | Luis Abinader (1967)                              | 16 augustus 2020 - heden             |